# Unión Suiza de Relojería
La Unión Suiza de Relojería és un establiment situat a la cantonada de l'Avinguda Diagonal i la Via Augusta de Barcelona, catalogat com a de gran interès (categoria E1).

## Història i descripció

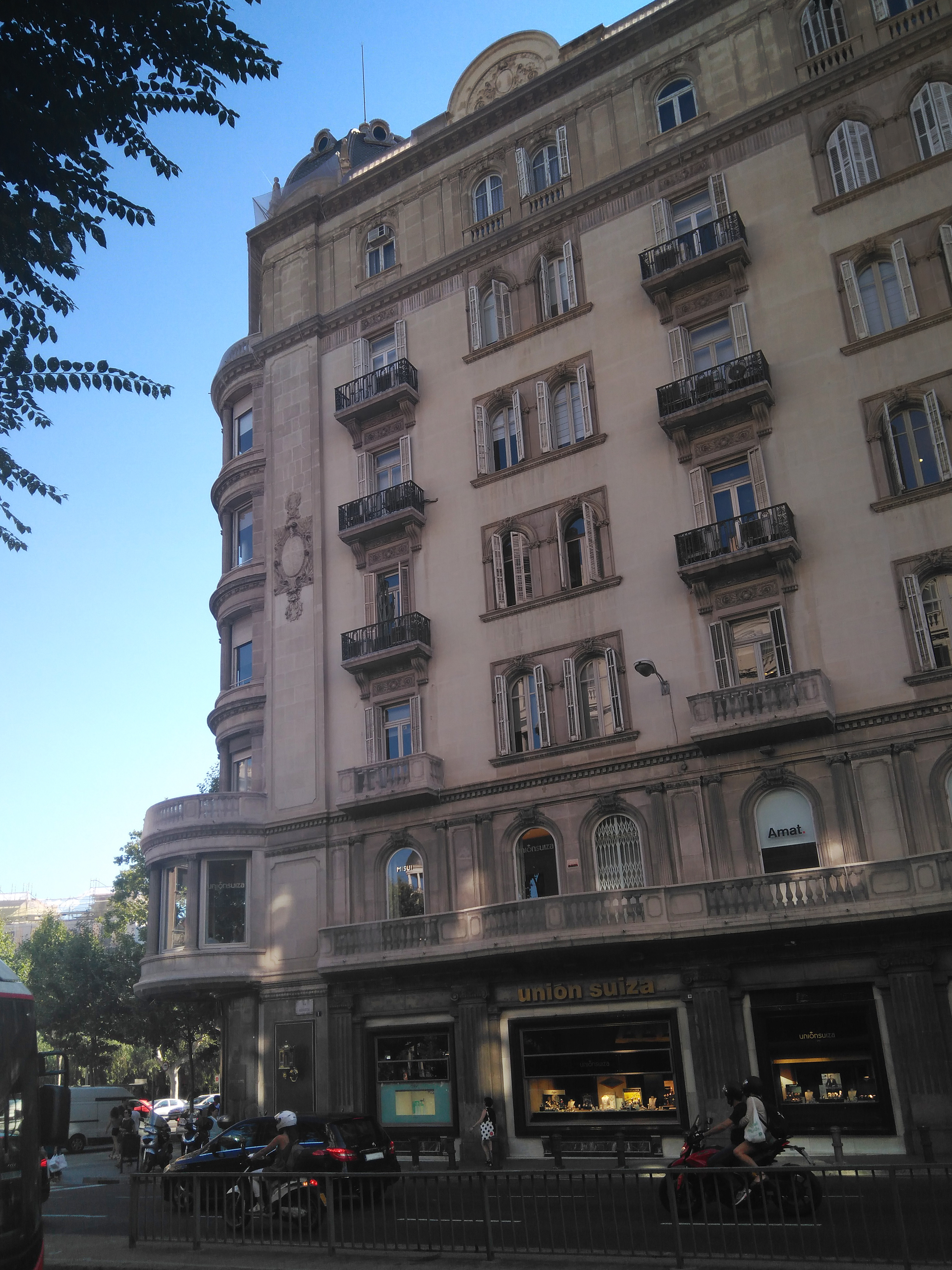
Façana de la Via Augusta

Fou dissenyat per l'arquitecte Eduard Maria Balcells per a la família de joiers Vendrell, i obrí les portes el 1945. Ocupa la planta baixa i el primer pis del xamfrà de la casa Ramon Volart, projectada el 1928 per Enric Sagnier.
L'establiment disposa de dues obertures a la Diagonal, una al xamfrà i quatre a la Via Augusta. L'entrada es realitza pel xamfrà, de forma arrodonida i aplacat en granet negre amb una motllura al voltant de la porta. A sobre de la porta destaca una tarja amb un rellotge circular blanc sobre fons negre. A l'interior es conserva gran part del projecte decoratiu original de Balcells. A la sala de vendes destaquen una sèrie de pilastres amb fust aplacat en marbre negre i capitell daurat i un pòrtic amb fust rodó de marbre.
El 2015 va ser ampliat al primer pis, on va residir Francesc Macià i que fou decorat amb profusió pel mateix Sagnier.